# Aspila aurantiaca
Aspila aurantiaca là một loài bướm đêm trong họ Noctuidae.